# Eurymylidae
Eurymylidae — родина вимерлих симпліцидентів. Більшість експертів вважають їх базальними для всіх сучасних гризунів і, можливо, були родоначальниками, з яких виник останній загальний предок усіх сучасних гризунів. Однак більш відомі евриміліди, включаючи Eurymylus, Heomys, Matutinia та Rhombomylus, здається, представляють монофілетичну бічну гілку, яка не є прямим предком гризунів (Meng et al., 2003). Huang et al. (2004) стверджували, що Hanomys, Matutinia та Rhombomylus утворюють кладу, що характеризується відмінними рисами черепа та зубної системи, яку слід визнати окремою родиною Rhombomylidae. Eurymylidae відомі лише з Азії.

## Класифікація
Модифіковано з McKenna та Bell (1997) відповідно до загальної таксономії Ting et al. (2002) і Huang et al. (2004)
- Мірряд Simplicidentata
  - родини †Eurymylidae
    - †Heomys
    - †Zagmys
    - †Nikolomylus
    - підродина †Eurymylinae

      - †Kazygurtia
      - †Eomylus
      - †Eurymylus
      - †Amar
      - †Hanomys
      - †Rhombomylus
      - †Matutinia
      - †Decipomys

    - підродина †Khaychininae
      - †Khaychina

  - ряд Rodentia — кронові гризуни, включно з усіма сучасними